# 石バウィ市場駅
石バウィ市場駅（ソクバウィシジャンえき）は、大韓民国仁川広域市弥鄒忽区朱安洞にある仁川都市鉄道2号線の駅である。

## 駅構造
相対式ホーム2面2線の地下駅である。

### のりば
| 上り | ●仁川2号線 | 朱安・黔岩・黔丹梧柳方面 |
| 下り | ●仁川2号線 | 仁川市庁・雲宴方面       |

## 駅周辺
- 石バウィ市場
- 石バウィ公園
- 仁川高等学校
- 仁川慶源初等学校
- 朱安6洞住民センター
- 南仁川郵便局
- 朱安図書館
- 朱安4洞住民センター
- 石バウィ交差点地下商店街

## 歴史
- 2015年10月5日 - 石バウィ市場駅に駅名確定[1]
- 2016年7月30日 - 仁川交通公社2号線開通と同時に営業開始[2]

## 隣の駅
仁川交通公社
●仁川都市鉄道2号線
市民公園駅 (I219) - 石バウィ市場駅 (I220) - 仁川市庁駅 (I221)